# Верде (Марказі)
Верде (перс. ورده) — село в Ірані, у дегестані Хошкруд, у Центральному бахші, шахрестані Зарандіє остану Марказі. За даними перепису 2006 року, його населення становило 562 особи, що проживали у складі 163 сімей.

## Клімат
Середня річна температура становить 11,67 °C, середня максимальна – 30,21 °C, а середня мінімальна – -9,24 °C. Середня річна кількість опадів – 236 мм.
| Клімат поселення                              | Клімат поселення | Клімат поселення | Клімат поселення | Клімат поселення | Клімат поселення | Клімат поселення | Клімат поселення | Клімат поселення | Клімат поселення | Клімат поселення | Клімат поселення | Клімат поселення | Клімат поселення |
| Показник                                      | Січ.             | Лют.             | Бер.             | Квіт.            | Трав.            | Черв.            | Лип.             | Серп.            | Вер.             | Жовт.            | Лист.            | Груд.            |                  |
| Середній максимум, °C                         | 5,79             | 7,07             | 11,58            | 17,85            | 23,05            | 28,90            | 30,21            | 29,60            | 25,33            | 18,96            | 12,14            | 6,41             |                  |
| Середня температура, °C                       | −1,72            | −0,43            | 4,08             | 10,33            | 15,54            | 21,39            | 24,93            | 24,30            | 20,04            | 13,68            | 6,85             | 1,12             |                  |
| Середній мінімум, °C                          | −9,24            | −7,94            | −3,45            | 2,83             | 8,04             | 13,88            | 19,64            | 19,01            | 14,75            | 8,38             | 1,54             | −4,17            |                  |
| Норма опадів, мм                              | 31               | 33               | 44               | 34               | 28               | 4                | 2                | 1                | 0                | 10               | 19               | 30               |                  |
| Середньомісячна швидкість вітру, м/с          | 1.72             | 2.24             | 2.95             | 3.22             | 2.83             | 2.50             | 2.53             | 2.38             | 2.22             | 2.17             | 1.78             | 1.73             |                  |
| Середньомісячна сонячна радіація, кДж/м²·день | 8830             | 11746            | 14485            | 17974            | 21948            | 26325            | 25883            | 23709            | 20191            | 14762            | 10727            | 8612             |                  |
| --------------------------------------------- | ---------------- | ---------------- | ---------------- | ---------------- | ---------------- | ---------------- | ---------------- | ---------------- | ---------------- | ---------------- | ---------------- | ---------------- | ---------------- |
| Джерело:                                      |                  |                  |                  |                  |                  |                  |                  |                  |                  |                  |                  |                  |                  |